# Liste der Stolpersteine in Nörvenich
Die Liste der Stolpersteine in Nörvenich enthält alle Stolpersteine, die im Rahmen des gleichnamigen Kunst-Projekts von Gunter Demnig in Nörvenich, Kreis Düren, verlegt wurden. Mit ihnen soll an Opfer des Nationalsozialismus erinnert werden, die in Nörvenich lebten und wirkten.
Die Verlegung der Steine erfolgte auf Privatinitiative eines Anwohners und wurde auch privat finanziert.

## Liste der Stolpersteine
| Adresse                    | Person(en)     | Inschrift mit Ergänzungen                                                                   | Verlegedatum | Bild                            |
| -------------------------- | -------------- | ------------------------------------------------------------------------------------------- | ------------ | ------------------------------- |
| Kirchstr. 5, Hochkirchen · | Emma Schwarz   | Hier wohnte Emma Schwarz Jg. 1892 deportiert 1941 ermordet                                  | 4. Dez. 2010 | Stolperstein für Emma Schwarz   |
| Kirchstr. 5, Hochkirchen · | Berta Schwarz  | Hier wohnte Berta Schwarz geb. Winter Jg. 1862 deportiert 1942 Theresienstadt tot 10.2.1943 | 4. Dez. 2010 | Stolperstein für Berta Schwarz  |
| Kirchstr. 5, Hochkirchen · | Moritz Schwarz | Hier wohnte Moritz Schwarz Jg. 1898 deportiert 1941 Majdanek ermordet 12.7.1942             | 4. Dez. 2010 | Stolperstein für Moritz Schwarz |